# Hans Lippert
Hans Lippert (* 15. September 1945 in Dlouhá Loučka u Svitav, Tschechoslowakei) ist ein deutscher Chirurg und Hochschullehrer.

## Leben
Lippert besuchte von 1952 bis 1960 die Polytechnische Oberschule in Wesenberg.
Anschließend ging er von 1960 bis 1964 auf die Erweiterte Oberschule Neustrelitz, die er mit dem Abitur abschloss.
Von 1964 bis 1965 machte er ein Krankenpflegepraktikum im Krankenhaus Neustrelitz.
Anschließend studierte er von 1965 bis 1971 Medizin an der Ernst-Moritz-Arndt-Universität Greifswald.
Sein Studium schloss er mit dem Diplom ab.
Von 1971 bis 1979 arbeitete Lippert als Assistenzarzt an der Chirurgischen Klinik der Greifswalder Universität. 1973 wurde er zum Doktor der Medizin promoviert, 1976 wurde er Facharzt für Chirurgie.
1979 habilitierte er sich an der Universität Greifswald und ging als Oberarzt an die Charité Berlin. Ab 1982 arbeitete er als Hochschuldozent und wurde 1989 ordentlicher Professor. 1990 wurde er zum Stellvertreter des Direktors der Chirurgischen Klinik der Charité ernannt und von 1992 bis 1993 war er deren kommissarischer Direktor.
Von 1993 bis zu seiner Emeritierung 2013 war Lippert Direktor der Chirurgischen Universitätsklinik Magdeburg. Von 2002 bis 2007 war er Ärztlicher Direktor der Medizinischen Fakultät.
Unter Lipperts Leitung entwickelte sich an der Magdeburger Universitätsklinik die Transplantationschirurgie. Ab 1997 konnten dort Lebertransplantationen gemacht werden.

## Forschungsgebiete
Lippert ist Facharzt für Viszeralchirurgie, Gefäßchirurgie und Transplantationsmedizin.
Von 1996 bis 1999 leitete er das Projekt Wunddiagnostik und Wundbehandlung.

## Auszeichnungen und Ehrungen
Im Jahr 2010 erhielt Lippert die Ehrendoktorwürde der Medizinischen Universität Danzig.
Lippert wurde als Ehrenmitglied aufgenommen in die
- Berliner Chirurgische Gesellschaft und Vereinigung der Chirurgen Berlins und Brandenburg, 2010
- Thüringische Gesellschaft für Chirurgie
- Deutsche Gesellschaft für Chirurgie, 2012
- Mitteldeutsche Chirurgenvereinigung
- polnische chirurgische Gesellschaft, 2012[1]

2024 wurde Lippert mit der Paracelsus-Medaille geehrt, der höchsten Auszeichnung der deutschen Ärzteschaft.

## Ämter, Aktivitäten und Mitgliedschaften
1990 hatte Lippert eine Gastprofessur für onkologische Chirurgie und Transplantation an der University of Minnesota, USA.
Von 1991 bis 1993 war er ständiges Mitglied der Ethikkommission der Charité.
Lippert leitete von 2000 bis 2018 das An-Institut für Qualitätssicherung in der operativen Medizin ehrenamtlich.
2000 wurde Lippert zum Vorsitzenden des Fachbeirates der Deutschen Stiftung für Organtransplantation der Region Ost gewählt.
Von 1985 bis 1991 war er Redaktionssekretär des Zentralblatts für Chirurgie und von 2005 bis 2014 dessen Herausgeber.
Er gehört zum Wissenschaftlicher Beirat der Langenbeck’s Archives of Surgery.
Außerdem engagiert Lippert sich im Professorenkollegium Emeritio, das sich der allgemeinverständlichen Wissensweitergabe an breite Bevölkerungsschichten widmet.

## Schriften (Auswahl)

### Als Verfasser
- Wundatlas: Kompendium der komplexen Wundbehandlung. Thieme, 2006, ISBN 978-3-13-140832-7.
- mit Ferdinand Köckerling, Ingo Gastinger und Reinhold Henkel: Fortschritte in der kolorektale Chirurgie. Med Science, 2002, ISBN 978-3-9807862-0-1.

### Als Herausgeber
- mit René Mantke: Risiken und Komplikationen in der Allgemein- und Viszeralchirurgie. Thieme, 2018, ISBN 978-3-13-169811-7.
- Fehler in der Allgemein- und Viszeralchirurgie: Fallbeispiele und deren rechtliche Konsequenzen. Thieme, 2017, ISBN 978-3-13-199481-3-
- mit Marc André Reymond und Norbert P. Haas: Facharztprüfung Chirurgie: in Fällen, Fragen und Antworten. Urban & Fischer Verlag/Elsevier, 2007, ISBN 978-3-437-23241-1.
- Praxis der Chirurgie. Allgemein- und Viszeralchirurgie. Thieme, 1998, ISBN 978-3-13-106561-2.